# 高點電視台
高點電視台（Top TV）是台灣有線電視頻道經營者高點傳播股份有限公司（大豐媒體事業 Dafeng Media Group 成員）經營的有線電視頻道，製作地方節目及地方新聞，於2005年8月12日開始試播，2006年2月開播。

## 歷史
- 1988年，高點傳播股份有限公司成立，主要業務為戲劇及藝人經紀工作安排。
- 1997年，高點傳播轉進臺北縣板橋市的大豐有線電視與海山有線電視，製作地方節目及地方新聞。
- 2004年，高點傳播向行政院新聞局遞件申請《衛星廣播電視事業執照》。
- 2005年，高點傳播取得行政院新聞局核發《衛星廣播電視事業執照》，執照號碼為「新廣字第2128號」；同年8月12日，高點電視台開始試播，時任高點傳播董事長為前年代電視董事長王麟祥。
- 2006年2月，高點電視台開播。
- 2006年7月5日，高點傳播舉辦總部搬遷派對，行政院新聞局局長鄭文燦親臨祝賀。
- 2009年2月，因應高點傳播旗下高點育樂台在衛星上開播，高點電視台更名為高點綜合台。
- 2013年，高點綜合台廣告委託八大電視代理，節目製作與八大電視策略聯盟。
- 2015年11月，高點綜合台啟用高畫質版本「高點綜合台HD」。
- 2017年，高點傳播改為高點傳媒股份有限公司。
- 2020年，高點綜合台與八大電視合作結束，節目製作和廣告託播轉由高點傳媒自行經營。

## 外部連結
- 高點電視台 （页面存档备份，存于）
- 高點綜合台節目表
- 高點育樂台節目表
- 高點電視台的Facebook專頁
- YouTube上的高點電視toptv頻道